# Yongchuan

Stadtbezirk Yongchuan in Chongqing

Yongchuan (chinesisch 永川区, Pinyin Yǒngchuān Qū) ist ein chinesischer Stadtbezirk der regierungsunmittelbaren Stadt Chongqing. Der Stadtbezirk hat eine Fläche von 1.575,68 km². Bei Volkszählungen in den Jahren 2000 und 2010 wurden in Yongchuan 984.730 bzw. 1.024.708 Einwohner gezählt.
Im Zuge der Dritten-Front-Doktrin zog 1970 das Institut für integrierte Schaltkreise der Volksbefreiungsarmee (Institut 24) ins damals abgelegene Yongchuan um. Die Einrichtung galt als wesentlich für die Entwicklung der chinesischen Halbleiterindustrie und war eine der wenigen Einrichtungen, die trotz Kulturrevolution das in den Vorjahren erlangte Wissen um mikroelektronische Forschung und Entwicklung weitertragen konnte.

## Partnerschaften
Yongchuan unterhält mit der Stadt Plewen, Bulgarien, seit 2012 eine Städtepartnerschaft.